# Hoplosauris perornata
Hoplosauris perornata là một loài bướm đêm trong họ Geometridae.